# Dokuy
Dokuy è un dipartimento del Burkina Faso classificato come comune, situato nella provincia  di Kossi, facente parte della Regione di Boucle du Mouhoun.
Il dipartimento si compone del capoluogo e di altri 24 villaggi: Ayoubakolon, Bonikuy, Dar-Es-Salam, Dassi, Denissa-Marka, Denissa-Mossi, Dokoura, Doubalé, Gassingo, Goni, Ilabekolon, Kamadena, Kanadougou, Karasso, Kemenso, Kenekuy, Kolonidara, Kolonkoura, Makuy, Nereko, Sokoura, Soumakoro, Soum e Tomikoroni.